# Antonio Amurri
Antonio Amurri, född 28 juni 1925 i Ancona i mellersta Italien, död 18 december 1992 i Rom, var en italiensk författare, radio- och TV-författare och textförfattare. Han var författare till fjorton böcker. Flera av dem var bästsäljare, huvudsakligen novellsamlingar bestående av satiriska porträtt av kollapsade familjegrupper.
Amurri var far till tre barn, däribland TV-författaren Valentina Amurri och filmregissören Franco Amurri. Han var också farfar till skådespelerskan Eva Amurri, som sonen Franco fick tillsammans med den amerikanska skådespelerskan Susan Sarandon.